# Placide Astier
Pour les articles homonymes, voir Astier.
Placide Astier, né le 23 février 1856 à Aubignas (Ardèche) et mort le 6 mars 1918 à Paris, est un scientifique et homme politique français.

## Biographie
Fils de petits propriétaires, il se distingue à l'école primaire de son village, et poursuit des études de pharmacie à Paris. Chercheur, il est régulièrement récompensé par des distinctions, notamment en 1897 à l'exposition de Bruxelles, avec une médaille d'or. Il fonde un journal spécialisé "le monde médical" qui connait un grand succès.
Il se lance en politique, en écrivant de nombreux articles de presse. En 1896, il est élu conseiller municipal de Paris et devient vice-président du conseil de Paris en 1898. La même année, il est élu député de l'Ardèche, et sera réélu jusqu'en 1910. À cette date, il entre au Sénat et y reste jusqu'à sa mort. Il siège à chaque fois sur les bancs radicaux.
C'est un parlementaire très actif, qui est à l'origine de l'organisation de l'enseignement technique, notamment avec la loi du 25 juillet 1919 dite « loi Astier ». Membre fondateur de l'AFDET, Association Française pour le Développement de l’Enseignement Technique, créée en 1902, Placide Astier est rapporteur du premier projet de loi sur l'apprentissage en 1905. Il n'a eu de cesse d'intervenir pour faire aboutir la proposition de loi qu'il a déposé au Sénat le 4 mars 1913 et que ce dernier vote le 30 juin 1916. Finalement, cette loi est votée le 25 juillet 1919 et porte son nom, bien qu'il soit décédé le 6 mars 1918.

## Sources
- « Placide Astier », dans le Dictionnaire des parlementaires français (1889-1940), sous la direction de Jean Jolly, PUF, 1960 [détail de l’édition]
- Claude Hui, L'AFDET et l'Enseignement technique - 1902 - 2002 : une histoire partagée, Paris, Collection AFDET Études, mars 2019, 511 p.  (ISSN 2556-3092)